# 长序云南漆
长序云南漆（学名：Toxicodendron yunnanense var. longipaniculatum）为漆树科漆属下的一个变种。

## 扩展阅读
- 維基物種上的相關：长序云南漆